# 1917クラブ
1917クラブ(The 1917 Club) は、20世紀の初頭、ロンドンの中心部、ソーホーのジェラード通り4番にあった社会主義者たちのための紳士クラブである。
これは、1917年12月にレナード・ウルフ(バージニア・ウルフの夫)とオリヴァー・ストレイチーによって設立された。
その名前は1917年の2月革命を示していたが、ボルシェビキのクラブではなく、主に労働党のメンバーと民主的統制連合の一部の自由党のメンバー、および芸術、特にブルームズベリー・グループの一部の人物で構成されていた。
クラブは、ロンドンの紳士クラブの費用を支払う余裕がなかった、または政治的な理由でクラブに参加したくない左翼の人々の中から会員を引き付けることを目的としていた。それは、特に政治問題に関する興味深い講演者だけでなく、質の悪い食べ物でも知られるようになった。
アルフレッド・バカラックとマイルズ・メイルソンの周りのボルシェビキ支持者の小さなグループは、初期の頃にクラブで会っていたが、彼らは他の左翼よりも数でははるかに上回っていた。
午後は芸術家や作家に人気があり、年月が経つにつれ、彼らがクラブを支配するようになった。さらにその後、仕事を探しながらクラブ施設を利用する多くの経済的に苦しい会員を惹きつけた。2つのメンバーグループ間の論争と選挙戦により、クラブの委員会は1932年にクラブの閉鎖を余儀なくされた。
メンバーには、ゴードン・チャイルド、ラムゼイ・マクドナルド、オルダス・ハクスリー、H・G・ウェルズ、H・N・ブレイルズフォード、エルザ・ランチェスター、ローズ・マコーレー、 、フレデリック・ペシック・ローレンス、ジョン・アトキンソン・ホブソン、ノラ・C・ジェームズ、W・C・アンダーソン、メアリー・ハミルトン、エミール・バーンズ、エドモンド・モレル、チャールズ・ローデン・バクストン、クレメント・アトリー、スタンレー・アンウィン、C・E・M・ジョード、ハーバート・モリソン、ヒュー・ダルトン、G・D・H・コール、E・M・フォースター、オズワルド・モズレー、レイモンド・ポストゲート、シャプルジ・サクラトヴァラ、ベン・ターナー、ロード・ポンソンビーが含まれる。